# Novohrîhorivka (Andrievo-Ivanivka), Berezivka
Novohrîhorivka (în ucraineană Новогригорівка) este un sat în comuna Andrievo-Ivanivka din raionul Berezivka, regiunea Odesa, Ucraina.

## Demografie
Componența lingvistică a localității Novohrîhorivka
     Ucraineană (90,03%)
     Română (2,06%)
     Rusă (1,72%)
Conform recensământului din 2001, majoritatea populației localității Novohrîhorivka era vorbitoare de ucraineană (90,03%), existând în minoritate și vorbitori de armeană (5,5%), română (2,06%) și rusă (1,72%).